# أسامة ليتيم
أسامة ليتيم (مواليد 3 يونيو 1990) لاعب كرة قدم جزائري يلعب كحارس مرمى في مولودية الجزائر.

## روابط خارجية
أسامة ليتيم على موقع قاعدة بيانات كرة القدم.إي يو (الإنجليزية)
- أسامة ليتيم على موقع Soccerway.com (الإنجليزية)